# مارينا كيليبكو
مارينا فياتشيسلافنا كيليبكو (الأوكرانية:Марина В'ячеславівна Килипко، من مواليد 10 نوفمبر 1995) لاعبة أوكرانية متخصصة في القفز بالزانة، مثلت بلدها في الألعاب الأولمبية الصيفية لعام 2016. حاصلة على الميدالية البرونزية في بطولة أوروبا للأماكن المغلقة 2017.

## المنافسات العالمية
| العام         | المسابقة                                      | المكان                | المركز        | ملاحظة                                                                 |               |
| مثلت أوكرانيا | مثلت أوكرانيا                                 | مثلت أوكرانيا         | مثلت أوكرانيا | مثلت أوكرانيا                                                          | مثلت أوكرانيا |
| ------------- | --------------------------------------------- | --------------------- | ------------- | ---------------------------------------------------------------------- | ------------- |
| 2011          | بطولة العالم للشباب لألعاب القوى 2011         | ليل                   | –             | NM                                                                     |               |
| 2013          | بطولة أوروبا لألعاب القوى للناشئين 2013       | رييتي                 | 23rd (q)      | 3.65 m                                                                 |               |
| 2014          | بطولة العالم للناشئين لألعاب القوى 2014       | يوجين (أوريغون)       | 18th (q)      | 4.00 m ‏                                                                |               |
| 2015          | بطولة أوروبا لألعاب القوى تحت 23 سنة 2015     | تالين                 | 16th (q)      | 4.10 m ‏                                                                |               |
| 2016          | بطولة أوروبا لألعاب القوى 2016 ‏               | أمستردام              | 17th (q)      | 4.35 m ‏                                                                |               |
| 2016          | ألعاب القوى في الألعاب الأولمبية الصيفية 2016 | ريو دي جانيرو         | 14th (q)      | ألعاب القوى في الألعاب الأولمبية الصيفية 2016 – القفز بالزانة للسيدات ‏ |               |
| 2017          | بطولة أوروبا لألعاب القوى داخل الصالات 2017 ‏  | بلغراد                | 3rd           | بطولة أوروبا لألعاب القوى داخل الصالات 2017 – سيدات القفز بالزانة ‏     |               |
| 2017          | بطولة أوروبا لألعاب القوى تحت سنة 2017 ‏       | بيدغوشتش              | 2nd           | 4.45 m ‏                                                                |               |
| 2017          | بطولة العالم لألعاب القوى 2017                | لندن، المملكة المتحدة | 24th (q)      | بطولة العالم لألعاب القوى 2017 – سيدات القفز بالزانة ‏                  |               |
| 2017          | Universiade                                   | تايبيه                | 4th           | 4.40 m ‏                                                                |               |
| 2018          | بطولة أوروبا لألعاب القوى 2018 ‏               | برلين                 | 8th           | 4.45 m ‏                                                                |               |

## روابط خارجية
- مارينا كيليبكو على موقع الاتحاد الدولي لألعاب القوى (الإنجليزية)
- مارينا كيليبكو على موقع الدوري الماسي (الإنجليزية)
- مارينا كيليبكو على موقع اللجنة الأولمبية الدولية (الإنجليزية)
- مارينا كيليبكو على موقع أوليمبيديا (الإنجليزية)